# Brigantine
Brigantine è un comune degli Stati Uniti d'America, nella Contea di Atlantic, nello Stato del New Jersey.